# Sumayyah bint Khayyat
Sumayyah bint Khayyat (arabe : سمية بنت خياط) est la mère de Ammar ibn Yasir l'un des compagnons les plus proches de Mahomet. 
Elle était une esclave d'Abu Hudhayfah, des Banu Makhzum. Elle est la femme de Yasir ibn Amir, un immigré yéménite, mawali de ce dernier. 
Elle rejoindra avec son fils la cause de l'Islam, dès le début de la période d'Al Arqam. Ils font partie de la liste des sept premiers à rejoindre publiquement l'Islam donnée par Abdullah ibn Masud, avec Mahomet, Abu Bakr, Bilal, Suhayb, et Miqdad.  
Elle subit les persécutions avec son fils, celles-ci ciblant en particulier les personnes des classes pauvres, sans protection. Après avoir été torturée par Abu Jahl, un des chefs mecquois, elle est tuée devant son fils. Elle est considérée comme le premier membre de la communauté musulmane primitive mort en martyr,. Quand Abu Jahl est tué à la bataille de Badr, Mahomet dit à Ammar : Dieu a tué l'assassin de ta mère.  